# Tomáš Blažek
Tomáš Blažek (3. března 1975) je bývalý český hokejista. Na dresu nosí číslo 93. Měří 176 cm a váží 78 kg. Za českou reprezentaci odehrál 10 zápasů a vstřelil 3 góly. Je účastníkem mistrovství Evropy do 18 let: 1993 a mistrovství světa do 20 let: 1994, 1995. V extralize odehrál 17 sezon, všechny v dresu HC Moeller Pardubice. Odehrál přes 750 zápasů a na kontě má přes 500 bodů. Naposledy hrál v prvoligové Chrudimi.